# Takehiko Kawanishi
Takehiko Kawanishi (川西 武彦, Kawanishi Takehiko, Hiroshima, 9 oktober 1938) is een Japans voormalig voetballer die als middenvelder speelde.

## Clubcarrière
In 1957 ging Kawanishi naar de Rikkyo University, waar hij in het schoolteam voetbalde. Nadat hij in 1961 afstudeerde, ging Kawanishi spelen voor Toyo Industries. 1965 werd de ploeg opgenomen in de Japan Soccer League, de voorloper van de J1 League. Met deze club werd hij in 1965 en 1966 kampioen van Japan. Kawanishi veroverde er in 1965 de Beker van de keizer. Kawanishi beëindigde zijn spelersloopbaan in 1966.

## Japans voetbalelftal
Takehiko Kawanishi debuteerde in 1959 in het Japans nationaal elftal en speelde 8 interlands.

## Statistieken
| Japans voetbalelftal | Japans voetbalelftal | Japans voetbalelftal |
| Jaar                 | Wed.                 | Dlp.                 |
| -------------------- | -------------------- | -------------------- |
| 1959                 | 1                    | 0                    |
| 1960                 | 1                    | 0                    |
| 1961                 | 5                    | 0                    |
| 1962                 | 1                    | 0                    |
| Totaal               | 8                    | 0                    |